# Miroslav Čajan
Miroslav Čajan (ur. 29 lutego 1976 w Gelnicy) – słowacki siatkarz, przyjmujący. Reprezentant Słowacji. Mistrz Słowacji i 6-krotny wicemistrz tego kraju. 2-krotny mistrz Czech.
W piłkę siatkową zaczął grać w wieku 11 lat w klubie VKM Žilina. Przez rok występował w Grecji, a przez kolejne 3 lata był zawodnikiem Matadora Púchov, z którym wywalczył w 2000 roku mistrzostwo Słowacji. W sezonie 2001/02 reprezentował polski zespół Nordea Czarni Radom. Opuścił jednak Polskę już przed zakończeniem rozgrywek Polskiej Ligi Siatkówki ze względu na kłopoty finansowe klubu. W 2002 roku został graczem czeskiej drużyny Jihostroj Czeskie Budziejowice. Dwukrotnie wywalczył z nią tytuł mistrza Czech (2009, 2011).
Występował również w reprezentacji Słowacji w latach 2004–2005.